# Agathe Degorces
Agathe Degorces, née le 2 février 1992 à Périgueux (Dordogne), est une joueuse française de basket-ball.

## Biographie
Elle commence le basket assez jeune : « Une passion, née par hasard. J'étais en CE2 à Saint-Astier, dans ma famille, personne ne jouait au basket, on était plutôt branché musique (Agathe joue du saxophone et adore le blues et la soul), un club a vu le jour dans ma ville, c'est parti comme ça. » Après plusieurs saisons à Mourenx puis Pau, elle signe à l'été 2011 à Toulouse. Relégué de LFB, le club où elle est intègre le cinq de départ obtient sa remontée immédiate pour l'élite, malgré le départ de son entraîneuse Valérie Garnier sollicitée par Bourges. « Valérie Garnier m'avait contactée et je suis venue la voir. Le courant est passé de suite. Le projet était séduisant. Je ne m'attendais alors pas du tout à son départ. Elle m'a appelée pour me l'annoncer, m'expliquant ses raisons. Je les ai comprises. Mais j'étais abasourdie. Puis, très vite, le nom du nouvel entraîneur Mathieu Chauvet a été dévoilé. Je le connaissais de réputation. Et ça se passe très bien. Je suis quelqu'un qui marche aux sentiments. J'ai besoin de me sentir bien pour m'épanouir. » À Toulouse, elle peut aussi assouvir sa passion du dessin. « Je fais des études d'arts appliqués. Le dessin, je l'apprécie autant que le basket, précise-t-elle. C'est un autre univers, ça me change du sport et ça fait du bien. »
Conservée en LFB, elle fait équipe à la mène avec la Lituanienne Inesa Visgaudaitė.
Au terme de sa seconde saison en LFB Toulouse se qualifie pour le Challenge Round et elle obtient des statistiques intéressantes de 5,2 points avec une adresse 45,5 % aux tirs à deux points, 2,8 rebonds et 2 passes décisives de moyenne pour 6,6 d’évaluation en vingt-sept rencontres, mais elle annoncerait sa retraite sportive.

## Équipe nationale
Habituée des sélections nationales jeunes, elle décroche en 2008 une médaille de bronze avec les cadettes. En 2011, elle participe au Mondial des 19 ans et moins au Chili. En 2012, elle participe à l'Euro des 20 ans et moins en Hongrie (4,1 points à 37,5 % en 9 rencontres), où la France obtient une cinquième place.

## Clubs
| Saisons   | Équipe                                  | Pays   |
| 1999-2000 | Saint-Astier                            | France |
| 2003-2005 | Razac                                   | France |
| 2005-2007 | Périgueux                               | France |
| 2007-2008 | Mourenx Basket Club                     | France |
| 2008-2011 | Élan béarnais Pau-Lacq-Orthez (féminin) | France |
| 2011-2014 | Toulouse Métropole Basket               | France |
| 2018-     | US Colomiers                            | France |

## Palmarès
- Médaillée de bronze à l’Euro Cadettes en 2008
- Championne de France NF3 saison 2008-2009 avec l'Élan Béarnais Pau Lacq Orthez
- Finaliste championnat de France NF2 saison 2009-2010 avec l'Élan Béarnais Pau Lacq Orthez